# Thomas Haßlberger
Thomas Haßlberger (* 23. Mai 1964) ist ein ehemaliger deutscher Skispringer.

## Werdegang
Haßlberger startete zwischen 1981 und 1988 jährlich bei der Vierschanzentournee. Am 6. Januar 1984 konnte er in Bischofshofen mit dem 15. Platz seine beste Tournee-Platzierung erzielen. Darüber hinaus nahm er an Junioren-Weltmeisterschaften, der Team-Weltmeisterschaft  1984 und der Skiflug-Weltmeisterschaft 1985 teil. Im Continental-Cup erzielte er u. a. 2. Siege, zwei 2. Plätze und einen 3. Platz. Seit seinem Karriereende ist er als technischer Delegierter der FIS und als FIS-Sprungrichter tätig.